# 9267 Локрум
9267 Локрум (9267 Lokrume) — астероїд головного поясу, відкритий 2 вересня 1978 року.
Тіссеранів параметр щодо Юпітера — 3,268.